# 宛宛兒
宛宛兒（1991年7月20日—），台灣女性網路紅人兼主持人，台中人，最早是在網路上傳搞笑影片而爆紅，之後在粉絲專頁累積人氣。宛宛兒作風大膽辛辣而且絲毫不在乎形象，自然的風格讓她很受網友歡迎。上遍各個節目和擔任主持人。

## 音樂錄影帶
| 年份          | 音樂錄影帶名稱    | 專輯名稱 | 飾演   |
| ------------- | ----------------- | -------- | ------ |
| 2023年3月30日 | 古曜威《384公里》 | 《聽覺》 | 女教官 |

## 外部連結
- 宛宛兒的Facebook專頁
- 宛宛兒的Instagram帳戶
- YouTube上的宛宛兒頻道